# صندلی کیسه لوبیا
بین بگ یا مبل شنی (به انگلیسی: Bean Bag Chair) یا صندلی ساکو (به ایتالیایی: Sacco) (به معنای «کیسه، گونی» است)، یک کیسهٔ پارچه‌ای بزرگ، پر از دانه‌های پلی‌استایرن است که توسط پیرو گاتی، چزاره پائولینی و فرانکو تئودورو طراحی شده‌است. این محصول نمونه‌ای از صندلی آناتومیک است، زیرا شکل شیء توسط کاربر تنظیم می‌شود.

## تاریخچه

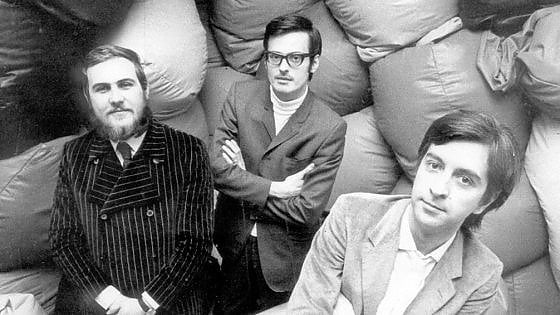
پیرو گاتی، چزاره پائولینی و فرانکو تئودورو، سازندگان ساکو، در پاریس، سال ۱۹۶۹ میلادی

ساکو در سال ۱۹۶۸ میلادی توسط سه طراح ایتالیایی معرفی شد: پیرو گاتی، چزاره پائولینی و فرانکو تئودورو. این شیء در جنبش مدرنیسم ایتالیا ایجاد شد. به عنوان یک پدیدهٔ دوران پس از جنگ، طراحی مدرنیسم ایتالیایی به شدت از فناوری‌های نوین موجود الهام گرفته شده‌ است. فناوری پس از جنگ با معرفی مواد جدیدی مانند پلی‌استایرن باعث افزایش فرایندهای تولید شد. ایده کالاهای تولید انبوه ساخته شده در محدودهٔ قیمت ارزان برای مصرف‌کنندگان جذاب بود؛ بنابراین نیاز به انقلابی در فرایند خلاقیت و تولید ایجاد کرد. «طراح عضو جدایی ناپذیر فرآیندی بود که شامل بازاریابی و همچنین مهندسی می‌شد». الهام گرفته شده از طراحی وسپای کورادینو دآسکانیو برای شرکت سهامی پیاجو در سال ۱۹۴۶ میلادی، به ماهیت طراح ارزش افزود. با طراحی‌های موفق، برندها می‌توانستند محصولات بیشتری را بفروشند و بنابراین هویت طراح، نقش تبلیغاتی مهمی داشت. یکی دیگر از چهره‌های مهم دورهٔ مدرنیسم ایتالیا، جو پونتی بود. پونتی با الهام از جنبش‌های هنری مدرنیسم، اشکال جدیدی از اشیاء را خلق کرد. طراحی‌های نامتقارن و متعادل او اشیاء ایتالیایی را از بازنمایی کلاسیک خود آزاد کرد. این طراح، طرح‌های ایتالیایی را در نمایشگاه‌های معروفی به نام «تری‌یناله دی میلانو» تبلیغ کرد: «این نمایشگاه‌ها که در اوایل دهه ۱۹۲۰ میلادی برگزار شدند …مسئول افزایش دید طراحی ایتالیایی در یک محیط بین‌المللی بودند.» پونتی پس از تبدیل شدن به سردبیر دوموس (مجله) در سال ۱۹۴۷ میلادی، نه تنها در طراحی ایتالیایی آن زمان، بلکه به «عنصر انسانی و خلاق در طراحی صنعتی مدرن و همچنین مزایای عملی، اقتصادی و اجتماعی آن» کمک کرد.
پیرو گاتی، چزاره پائولینی و فرانکو تئودورو، با الهام از پیشینیان طراح خود، در سال ۱۹۶۸ میلادی با طراحی «صندلی بی‌شکل» ساکو آمدند. اگرچه این اولین طراحی صندلی بی‌شکل در تاریخ ایتالیا نبود، اما ساکو اولین محصول موفقی بود که با مشارکت زانوتا ساخته شد. نسل قبلی این محصول یک نقص بزرگ در طراحی داشت و آن این بود که نمی‌توانست شکل خود را حفظ کند و بنابراین هرگز به تولید نرسید. ساکو این عیب را برداشت و با استفاده از چرم برای دوخت بیرونی و سمت راست آن را انجام داد. شایان ذکر است که استفاده از چرم تصادفی نبود زیرا در آن زمان منسوجات یک محصول افتخار ملی ایتالیا بود. کاربر هدف این صندلی، جامعهٔ سست، هیپی و خانوادهٔ غیر سازگار آن‌ها بود. «در دوره‌ای که با فرهنگ هیپی‌ها، اشتراک آپارتمان‌ها و تظاهرات دانشجویی مشخص می‌شود، طراحان سی و چند ساله یک نونپولترونا (غیرصندلی) ایجاد کردند و بنابراین حمله به سلیقهٔ خوب بورژوازی را آغاز کردند.»
ساکو بخشی از مجموعهٔ دائمی مهم‌ترین موزه‌های هنر معاصر در سراسر جهان است، مانند موزهٔ هنر مدرن در نیویورک، مرکز پمپیدو در پاریس و موزهٔ ویکتوریا و آلبرت در لندن. ساکو بخشی از نمایشگاه ۱۹۷۲ میلادی در موزهٔ هنر مدرن در نیویورک با عنوان «ایتالیا: چشم‌انداز داخلی نوین - دستاوردها و مشکلات طراحی ایتالیایی» بود و در سال ۱۹۷۳ میلادی جایزهٔ بی‌آی‌او ۵ را در بینال طراحی در لیوبلیانا دریافت کرد. در سال ۲۰۲۰ میلادی ساکو جایزهٔ معتبر پرگار طلا را دریافت کرد.
چزاره پائولینی، معمار، فارغ‌التحصیل از دانشگاه پلی‌تکنیک تورین است. فرانکو تئودورو و پیرو گاتی، طراحان، در ایستیتوتو تکنیکو ایندوستریاله استاتاله پر له آرتی گرافیکه اِ فوتوگرافیکه (انستیتوی فنی صنعتی دولتی هنرهای گرافیک و عکاسی) در تورین تحصیل کردند.
پیرو گاتی، چزاره پائولینی و فرانکو تئودورو شرکت معماری خود را در سال ۱۹۶۵ میلادی در تورین تأسیس کردند.

## نمایشگاه‌ها
موزهٔ هنر مدرن، نیویورک: دستاوردهای اخیر: مجموعهٔ طراحی، ۱ دسامبر ۱۹۷۰ میلادی – ۳۱ ژانویه ۱۹۷۱ میلادی.
موزهٔ هنر مدرن، نیویورک: ایتالیا: چشم‌انداز داخلی نوین، ۲۶ مه تا ۱۱ سپتامبر ۱۹۷۲ میلادی.
موزهٔ سولومون آر. گوگنهایم، دگردیسی ایتالیایی، ۱۹۶۸–۱۹۴۳ میلادی، ۷ اکتبر ۱۹۹۴ میلادی – ۲۲ ژانویه ۱۹۹۵ میلادی. [تری‌یناله دی میلانو فوریه—مه ۱۹۹۵ میلادی، موزهٔ هنر ولفسبورگ می—سپتامبر ۱۹۹۵ میلادی].
موزهٔ هنر مدرن، نیویورک: معماری و طراحی: اینستالیشن افتتاحیه، ۲۰ نوامبر ۲۰۰۴ میلادی – ۷ نوامبر ۲۰۰۵ میلادی.
کانال - مرکز پمپیدو، بروکسل: دفاتر فانتوم، ۲۳ ژانویه تا ۳۰ ژوئن ۲۰۱۹ میلادی.
شهر معماری و میراث، پاریس: مبلمان معماران: ۲۰۲۰–۱۹۶۰ میلادی، سپتامبر ۲۰۱۹ میلادی.
موزهٔ هنرهای مدرن و معاصر سنت-اتین، سنت-پریست-آن-جارز: دژاوو. طراحی در زندگی روزمرۀ ما، ۱۵ دسامبر ۲۲–۲۰۲۰ میلادی، اوت ۲۰۲۱ میلادی.